# Metropolie Kissamos a Selino
Metropolie Kissamos a Selino je jedna z metropolií Krétské pravoslavné církve, nacházející se na území Řecka.

## Historie
První zmínka o eparchií Kissamos pochází z roku 343 na koncilu v Serdice.
Činnost eparchie byla přerušena arabskou nadvládou (826-961) a po roce 1204 s benátskou vládou, kdy se na Krétě usadili latinští biskupové.
Roku 1645 došlo k obnovení eparchie.
V letech 1831-1860 byla spojena s Kydónií.
Roku 1860 byla přejmenována na eparchií Kissamos a Selino.
Roku 1962 byla Svatým Synodem Konstantinopolského patriarchátu povýšena na metropolii.